# Casablanca Records
Casablanca Records war eine 1973 von Neil Bogart gegründete Schallplattenfirma, die zunächst von Warner Bros. Records finanziert wurde und als erste Band die Gruppe Kiss unter Vertrag nahm. Weitere bekannte Künstler der Firma waren Donna Summer, Giorgio Moroder, Village People oder Parliament. Sitz der Firma war 8255 Sunset Boulevard in Los Angeles. Ab 1976 war Casablanca Records eine Sparte des Unternehmens Casablanca Record & FilmWorks, Inc.

## Aufstieg
1973 gründete Neil Bogart das Label Casablanca Records, das finanziell zunächst von Warner Bros. Records getragen wurde. Er wählte den Namen wohl aus zwei Gründen: Da Warner Bros. die Rechte am Film Casablanca hielt, gab es keinerlei rechtliche Probleme bei der Nutzung des Namens für das Label, außerdem gefiel ihm wohl die Namensgleichheit zwischen ihm und dem Hauptdarsteller des Films, Humphrey Bogart. Ursprünglich hatte er seine Firma Emerald City Records nennen wollen.
Bogart war vorher Präsident beim 1967 gegründeten Label Buddah Records gewesen, das seinen Sitz in New York hatte und 1973 zum Viewlex-Konzern gehörte, wo Bogart seine Arbeit nicht genügend anerkannt fand, vor allem, weil Viewlex dem Buddah-Management auf die Finger schaute und Bogart berichtspflichtig war.
Er hatte im Herbst 1972 seinen Freund Jeff Franklin beauftragt, sich um die Finanzierung einer eigenen Plattenfirma zu kümmern, und Franklin erreichte, dass Warner Bros.’ Management sich Bogarts Vorstellungen zumindest anhören wollte. Bogart traf sich mit den Top-Managern des Medienriesen, Vizepräsident Ed West sowie den beiden Co-Chairmen Mo Ostin und Joe Smith und überzeugte sie, sein neues Unternehmen und seinen vorzeitigen Ausstieg bei Buddah Records (sein Vertrag war noch drei Jahre lang gültig) zu finanzieren. Für das Management seiner neuen Firma nahm er seinen Cousin zweiten Grades, Larry Harris, mit, der den Titel „Senior Vice President & Managing Director“ bekam, außerdem Cecil Holmes und Buck Reingold, die wie Harris ebenfalls bei Buddah gearbeitet hatten.
Bogart nahm die Gruppe Kiss am 1. November 1973 als erste Künstler seiner neuen Firma unter Vertrag und begann, sich nach weiteren Künstlern umzusehen. Er war inzwischen nach Los Angeles umgezogen, wo er seine Firma zunächst von zu Hause aus führte. Casablancas erste Veröffentlichung war die Single Virginia von Bill Amesbury.
Casablancas erstes Büro befand sich in einem zweistöckigen Haus mit der Adresse 1112 North Sherbourne Drive in Los Angeles (heute Sitz einer Anwaltskanzlei). Nachdem Bogart sich im August 1974 mit Warner Bros. darauf geeinigt hatte, dass Casablanca vollkommen eigenständig werden sollte und er seine Firma aus dem Vertrag mit Warner herauskaufte, stand er vor dem Problem, dass er das bisher von Warner gestellte Personal für den Firmenbetrieb selbst stellen und vor allem bezahlen musste. Bisher hatte Casablanca nicht einen großen Hit landen können, Kiss’ erste drei Alben KISS, Hotter than Hell und Dressed to Kill waren nicht besonders erfolgreich gewesen, und Bogarts Einstellung warum nur einen Berg erklimmen, wenn man nach den Sternen greifen kann machte die Sache nicht leichter.
Bei Casablanca war es üblich, dass Platten in einer weit höheren Stückzahl ausgeliefert wurden, als Bestellungen vorlagen – was zum Beispiel im Falle von Casablancas erstem „großen“ Album, Here’s Johnny ... Magic Moments From the Tonight Show, bedeutete, dass Bogart eine Mio. Stück pressen und ausliefern ließ, tatsächlich jedoch nur 500.000 Alben verkauft werden konnten. Das Wort Hype schien wie für ihn erfunden zu sein, doch er konterte kritische Äußerungen zu dieser Geschäftspolitik mit den Worten:

„Hype. Was für ein fabelhaftes mißbrauchtes Wort. Wenn du etwas überbewertest und es Erfolg hat, bist du ein Genie und es war kein Hype; wenn du es überbewertest und es fehl schlägt, dann ist es nur ein Hype.“

Das Problem an Casablancas Lieferpolitik war unter anderem, dass in den 1970er Jahren mit einer „100 percent return policy“ gearbeitet wurde, was bedeutete, dass Händler nicht verkaufte Ware gegen die volle Preiserstattung zurückgeben konnten – das galt auch für Ware, die Händler als Rabattleistung kostenlos bekommen hatten, sodass man beispielsweise von einer Platte amerikaweit offiziell 750.000 ausgeliefert („verkauft“) hatte, aber eine Mio. Stück zurückbekam – ein dickes Minusgeschäft, wie im Fall von Here’s Johnny ... oder später den Solo-Alben der KISS-Mitglieder.
Zusammen mit der Summe, die Bogart aufbrachte, um Warner-Bros.-Anteile von Casablanca zu übernehmen, hatte er nach diesem Desaster 2.500.000 Dollar Schulden, bis Kiss’ Album Alive! sich 1975 plötzlich 2,5 Millionen Mal verkaufte und Donna Summer, die kurz zuvor einen Vertrag von Bogart erhalten hatte, Love To Love You Baby herausgebracht hatte.

## Höhepunkt
Casablanca stand plötzlich auf festen finanziellen Beinen, und die Firma zog 1975 in die ehemaligen "Gold Star Studios"  am Sunset Boulevard 8255 um. Bogart hatte den gesamten Block zwischen Roxbury Road und Sweetzer Blvd. sowie die darauf befindlichen Gebäude gekauft. Im selben Jahr begann die Firma, sogenannte "Promotionfilme" zu produzieren, um ihre Künstler zu unterstützen. Lange bevor MTV Musikvideos populär machte, stellte Casablanca Records Musikvideos her. Die ersten Clips entstanden für Kiss (Rock 'N Roll all Nite und C'mon and Love Me), Donna Summer (Love to Love Me Baby) und Parliament (Do That Stuff). 1976 erwarb PolyGram für geschätzte 15 Mio. Dollar einen 50 %-Anteil der Firma, während Casablanca gleichzeitig mit der von Bogarts langjährigem Freund Peter Guber gegründeten Firma "FilmWorks" zur neuen Firma Casablanca Record & FilmWorks fusionierte. Bogart blieb Präsident, während Guber Chairman of the Board wurde. Casablanca FilmWorks produzierte von 1977 bis 1980 die Filme The Deep (deutscher Titel: "Die Tiefe", 1977), Thank God It's Friday ("Gottseidank, es ist Freitag", 1978), Midnight Express ("12 Uhr nachts", 1978), Foxes ("Jeanies Clique", 1980), in dem Bogarts Tochter aus erster Ehe, Jill, mitspielte, und The Hollywood Knights (1980), außerdem die TV-Produktionen "The Making of 'The Deep' " (1977) und "The Donna Summer Special" (1980). Thank God It's Friday gewann einen Oscar für den Song Last Dance, Midnight Express gewann 1979 zwei Oscars, nämlich für das beste adaptierte Drehbuch (Oliver Stone) und für die beste Filmmusik (Giorgio Moroder).
Kiss hatte 1976 das Album Destroyer veröffentlicht, das sich jedoch mehr schlecht als recht verkaufte. Die Gruppe war als Live-Act eine Sensation, doch ihre Studioalben schien niemand wirklich kaufen zu wollen, und die Radiosender interessierten sich auch nicht für sie. Das änderte sich jedoch, als Beth als dritte Singleauskopplung von Destroyer erschien: Plötzlich kam Bewegung in die Verkaufszahlen, und Beth wurde Kiss’ erster Top-Ten-Hit in den Vereinigten Staaten, und zwar sowohl bei Billboard als auch bei Cashbox.
Mit dem Hintergedanken, Peter Mühldorfer, einen Münchener Künstler und damaligen Freund Donna Summers, dazu zu bewegen, mit ihr nach Los Angeles zu ziehen, gründete Bogart 1976 die Sparte Casablanca ArtWorks, die eine Galerie betreiben sollte. Er erwarb einen Container voller Werke des Bildhauers Alexander Calder zu einem Spottpreis und bot Mühldorfer an, seine eigenen Werke in der neuen Galerie auszustellen. Als Calder am 11. November 1976 starb, war die ArtWorks-Galerie grade eröffnet; gleichzeitig stellte sich jedoch heraus, dass Calder andere Künstler für sich hatte arbeiten lassen, sodass vieles seinen Namen trug, aber nicht von ihm stammte, was den Wert stark reduzierte. ArtWorks war so schnell vergessen, wie es begonnen hatte, aber Mühldorfer und Summer waren tatsächlich nach Los Angeles gezogen, und Bogart hatte sein Ziel erreicht.
Hatte Casablanca 1976 noch 16 Alben veröffentlicht, so waren es 1977 schon dreimal so viele. Einer der Gründe dafür war Bruce Bird, der im Januar 1977 als "Vice President of Promotion" eingestellt wurde. Bird warb eine Mannschaft der besten Promotionleute anderer Firmen zu Casablanca ab, die er mit Mercedes-Limousinen, Erster-Klasse-Flügen, Gehaltsverbesserungen und Übernahme der Umzugskosten köderte.

## Abstieg und Ende
1978 begann der Abstieg des Labels, nachdem die vier Mitglieder von Kiss jeweils eigene Soloalben veröffentlicht hatten, die allesamt kaum Käufer fanden, aber massenhaft gepresst und ausgeliefert worden waren. Die Vereinigten Staaten litten zudem unter einer Wirtschaftskrise, die auch der Schallplattenindustrie stark zusetzte. 1979 verließ Larry Harris das Label genau an dem Tag, als Donnas Summers Bad Girls Nummer 1 der Billboard-Charts wurde. Zwischen August 1979 und Februar 1980 veröffentlichte Casablanca nicht weniger als 36 Alben, von denen die meisten sang- und klanglos auf dem Markt untergingen. Kommerzielle Ausnahme in dieser Zeit war der Welthit Funkytown von Lipps, Inc. mit Cynthia Johnson als Leadsängerin. Funkytown war in zahlreichen Ländern ein Nummer-1-Hit, u. a. in den Vereinigten Staaten und Deutschland.
Eine weitere Künstlerin dieser Phase, die später auf anderem Gebiet Bekanntheit erlangte, war Phylicia Allen, die 1978 das Album Josephine Superstar für Casablanca aufnahm. Die Platte erlangte keinerlei Bedeutung, Allen wurde später jedoch unter ihrem Ehenamen Phylicia Rashad einem breiten Publikum in ihrer Rolle als Claire Huxtable durch die Cosby Show bekannt und mit dem Tony Award ausgezeichnet.
Bogart trieb trotz der schlechten finanziellen Lage des Labels die Expansion voran und gründete mit Snuff Garret das Country-Label Casablanca West in Nashville. Auf dem Label erschienen zwei Singles und ein Album von Carol Chase, dann verschwand Casablanca West von der Bildfläche. Gleichzeitig begann die Discowelle abzuebben, die Verkäufe ließen stark nach, und Donna Summer verklagte Casablanca Records und das Ehepaar Bogart auf Vertragsauflösung und 10 Millionen Dollar Schadenersatz für entgangene Einnahmen.
Am 8. Februar 1980 endete die Ära von Neil Bogart bei Casablanca Records; es ist wegen unterschiedlicher Darstellungen unklar, ob PolyGram ihn entließ oder er kündigte.  Er gründete mit seiner Frau die Plattenfirma Boardwalk Entertainment Corporation und nahm unter anderem Joan Jett & The Blackhearts, Ringo Starr und Night Ranger  unter Vertrag. Das Label veröffentlichte bis zu seiner Pleite 1983 insgesamt 88 Tonträger (Singles und Alben); Bogart starb 1982 im Alter von 38 Jahren an Lymphdrüsenkrebs. Donna Summer sang auf seiner Beerdigung; ihr Rechtsstreit mit Casablanca und Joyce Bogart wurde kurz darauf außergerichtlich beigelegt. Summer musste noch ein weiteres Album für Casablanca aufnehmen und kam dieser Verpflichtung mit She Works Hard for the Money nach.
PolyGram ernannte Bruce Bird zum neuen Präsidenten von Casablanca, doch die Probleme des Labels wurden nicht kleiner: Sowohl Kiss als auch Donna Summer besaßen Verträge, die an die Person Neil Bogart geknüpft waren und vorsahen, dass beide Künstler die Verträge auflösen konnten, wenn er die Firma verlassen sollte. Summer verließ Casablanca und wechselte zu Geffen Records. Casablanca stand vor einem Scherbenhaufen, weil zu dieser Zeit bereits sowohl Village People als auch Parliament künstlerisch am Ende waren, und so bemühte sich das Label, wenigstens Kiss zu halten. Im April 1980 bekam die Gruppe einen neuen Vertrag über sechs Alben, verbunden mit der Zusicherung von jeweils 2 Millionen Dollar Vorschuss pro Platte, am 20. Mai erschien das Album Unmasked. Nur wenige Wochen später gab die Gruppe bekannt, dass Peter Criss die Band verlassen habe, an Unmasked hatte er schon nicht mehr mitgewirkt.
Im November 1980 verließ Cecil Holmes das Label, im Dezember desselben Jahres entließ PolyGram 25 weitere Mitarbeiter, Casablanca wurde mit nur noch 25 Mitarbeitern betrieben. 1981 zog Casablanca nach New York um, das Label wurde beinahe ausschließlich zur Veröffentlichung von Soundtracks und Wiederveröffentlichungen des von PolyGram neu erworbenen Labels "20th Century Fox Records" genutzt. Die Erfolge von Casablanca nach 1980 blieben marginal, eine Ausnahme bildete der Soundtrack zu "Flashdance" 1983, der über 6 Millionen Mal verkauft wurde – Casablancas größter Verkaufserfolg überhaupt. Zu dieser Zeit bestand Casablanca Records jedoch beinahe nur noch aus einem Namen an der Tür und zwei Telefonen.
1985 schloss PolyGram nach der letzten Veröffentlichung, dem Soundtrack zu A Chorus Line (18. November 1985), das Kapitel "Casablanca Records" ab. Bis dahin waren 289 Alben von über 140 Künstlern auf Casablanca Records veröffentlicht worden.

## Payola
Casablanca Records nahm massiven Einfluss auf die Position seiner Alben und Singles in den Charts. Larry Harris beschreibt bereits im ersten Kapitel des Buches über die Geschichte des Labels, wie er selbst am 21. Juli 1978 Bill Wardlow, den beim Billboard Magazine für die US-Charts zuständigen Mitarbeiter, aufs Übelste dafür beschimpft, dass das Soundtrack-Album zu Thank God it's Friday nicht wie von Wardlow versprochen die Top-Position der Charts erreicht, sondern stattdessen Saturday Night Fever vom Label RSO den Spitzenplatz einnimmt. Harris schreibt weiter: Für die Dauer der letzten zwei Jahre hatte ich die Kontrolle über die Billboard-Charts gehabt und war in der Lage, signifikanten Einfluss auf die Positionen unserer Schallplatten zu nehmen, um den Eindruck zu erwecken, dass unsere Firma (...) und unsere Künstler (...) das Schärfste in der Musikindustrie waren.
Der Einfluss des Magazins, das zu dieser Zeit noch mit sieben Konkurrenten (Cashbox, Record World, Radio & Records, FMQB, The Gavin Report, The Bob Hamilton Radio Report und Booby Poe's Pop Music Survey) zu kämpfen hatte, war enorm: Große Handelsketten wie KMart oder Walmart kauften prinzipiell nur Produkte, die in den Billboard-Charts gelistet waren. War eine Platte dort nicht vertreten, konnten Label und Künstler sicher sein, ihre Produkte auch nicht in den Regalen dieser Ketten zu finden, was den Ausfall von fünf- bis sechsstelligen Stückzahlen bei den Erstbestellungen bedeuten konnte.
Casablanca nahm daher mit Geldzahlungen und "Einladungen" an verantwortliche Personen wie Bill Wardlow Einfluss auf die Notierung der Platten (Payola), was unter anderem dazu führte, dass 1977 vier Kiss-Alben (Alive!, Destroyer, Rock and Roll Over und Love Gun) gleichzeitig in den Top 100 zu finden waren – von denen höchstens zwei tatsächlich verdienten, annähernd so hoch in den Hitlisten zu stehen.

## Sublabels
Casablanca Records besaß und betrieb mehrere Sublabels, um verschiedene Musikrichtungen gezielt vermarkten zu können. Nachfolgend eine Liste der Labels und von ihnen vertretener Künstler
- Oasis, (Electronic) Gründer: Giorgio Moroder
  - Donna Summer, Einzelgänger, Schloss, Roberta Kelly, Giorgio Moroder

- Chocolate City Records (R&B), 1975–1982, Gründer und Leiter: Cecil Holmes
  - Cameo, Blacksmoke (auch bekannt als Smoke), Brenda & the Tabulations, Vernon Burch, Starpoint, the 7th Wonder, Townsend Townsend & Rogers, Randy Brown, the Funkateers, Rosco & Mabel, Kevin Moore.

- Millennium Records, 1977–1978, Gründer: Jimmy Ienner (durch einen Vertragsfehler verlor Ienner alle seine Künstler an Casablanca, als er den Distributionsvertrag Ende 1978 kündigte, weil diese im Distributionsvertrag an Casablanca gebunden worden waren).
  - Meco, Godz, Brooklyn Dreams

- Parachute (Disco), 1976–1979, Gründer: Russ Regan
  - Lalomie Washburn, David Castle, Morris Jefferson, Randy Brown, Stonebolt, Shel Siverstein, Tilt, Sidney Barnes, Liquid Gold

- EarMarc Records (Disco), 1979–1980, Gründer und Leiter: Marc Paul Simon
  - Duncan Sisters, Carol Lloyd

## Distributionsverträge
Für die folgenden Labels übernahm Casablanca Records die Vermarktung in den Vereinigten Staaten:
- 20th Century Fox Records (1982–1985)
  - Barry White

## Gestaltung der Etiketten
Die auf die Tonträger aufgeklebten Etiketten von Casablanca änderten sich mit der Zeit. Es werden sieben verschiedene Etiketten unterschieden:
- Casablanca/Warner Rec. "Bogart"-Label (1974) - Das Etikett wurde nur 1974 benutzt, als Warner die Tonträger von Casablanca vertrieb. Es zeigt den Casablanca-Schriftzug, der eine stilisierte Kasbah überspannt. Links neben der Kasbah befindet sich eine Zeichnung, die Humphrey Bogart mit Hut, Mantel und Zigarette zeigt.
- Casablanca "Bogart"-Label (1974–1976) - Identisch mit der ersten Version, allerdings fehlt der Hinweis auf den Vertrieb durch Warner Records.
- Casablanca "Bogart"-Label (1976) - Identisch mit den vorherigen Etiketten, ergänzt um die Adresse von Casablanca Records
- Casablanca Records "Casbah"-Label (1976–1978) - Bogart verschwand vom Etikett, die Kasbah rückte, besser sichtbar, in den Hintergrund; vor dem Gebäude stehen mehrere Palmen und Kamele. Der Casablanca-Schriftzug überspannt weiterhin die Kasbah.
- Casablanca Record & Filmworks-Label (1977–1980) - Nach der Gründung von Casablanca Records & Filmworks wurde die Kasbah zum Filmset. Die Tore der Kasbah wurden geöffnet, im Vordergrund zwischen den Palmen sind Kameras und Scheinwerfern dargestellt. Auch hier überspannt der Schriftzug die Kasbah.
- Casablanca Record & Filmworks/PolyGram Label (1981) - Identisch mit dem vorherigen Label; als Copyrightinhaber wird nun jedoch PolyGram genannt.
- Casablanca Record & Filmworks/PolyGram Label (1982) - identisch mit dem vorherigen Label, jedoch mit der New Yorker Anschrift von PolyGram versehen

## Neugründung
Im Jahr 2000 wurde der Name Casablanca in einem Joint Venture von Tommy Mottola und der Universal Music Group wiederbelebt. In einem Billboard-Artikel sagte Mottola, die Namenswahl sei eine Hommage an das ursprüngliche Label, eine weitergehende Beziehung zur ursprünglichen Firma bestehe aber nicht.

## Trivia
- 1994 veröffentlichte Mercury Records die Sammlung The Casablanca Records Story. Auf insgesamt vier CDs werden darauf alle relevanten Künstler des Labels mit Ausnahme von Kiss und Angel dargestellt, teilweise sind die Stücke sogar als 12-inch-Mixes vorhanden. Inzwischen ist dieses CD-Set ein begehrtes Sammlerstück. (Casablanca/Mercury 516917)
- 1996 erschien die VHS-Cassette Inside The Casbah - A Visual History of Casablanca Records, eine 70-minütige Sammlung von Promoclips, die Casablanca Records im Laufe der Zeit veröffentlicht hatte.
- Das ehemalige Casablanca-Gebäude an der Adresse 8255 Sunset Boulevard in Los Angeles ist heute Sitz der Boardwalk Entertainment Group, die 2011 von Timothy Scott Bogart und Evan Bogart, den Söhnen Neil Bogarts, gegründet wurde.
- Ironischerweise zog Casablanca Records 1981 in dasselbe New Yorker Gebäude, in dem zu Bogarts Zeiten sein ehemaliger Arbeitgeber, Buddah Records, residiert hatte (810 Seventh Avenue).

## Belege
1. ↑  And Party Every Day - The Inside Story of Casablanca Records. S. 35.
2. ↑  And Party Every Day - The Inside Story of Casablanca Records. S. 35.
3. ↑  Loose Talk: The Book of Quotes from the Pages of Rolling Stone Magazine, 1990. Originaltext: Hype. What a marvellous, misused word. If you hype something and it succeeds, you’re a genius, it wasn’t hype; if you hype it and it fails, then it’s just a hype.
4. ↑  And Party Every Day - The Inside Story of Casablanca Records. S. 93.
5. ↑  Post-Kiss, the Village People and Donna Summer, Neil & Joyce Bogart Redo Their Own Lives. People Magazine, 20. Mai 1980, abgerufen am 1. Juli 2010.
6. ↑  Nachruf auf Neil Bogart, Billboard Magazine, 22. Mai 1982
7. ↑  IMDB-Eintrag zu Casablanca Filmworks
8. ↑  Post-Kiss, the Village People and Donna Summer, Neil & Joyce Bogart Redo Their Own Lives, People Magazine, 26. Mai 1980
9. ↑  And Party Every Day - The Inside Story of Casablanca Records, Seite 154
10. ↑  And Party Every Day - The Inside Story of Casablanca Records, Seite 159
11. ↑  And Party Every Day - The Inside Story of Casablanca Records, Seite 252
12. ↑  Info bei rateyourmusic.com
13. ↑  And Party Every Day - The Inside Story of Casablanca Records, Seite 253
14. ↑  And Party Every Day - The Inside Story of Casablanca Records, Seite 254/255
15. ↑  And Party Every Day - The Inside Story of Casablanca Records, Seite 255
16. ↑  And Party Every Day - The Inside Story of Casablanca Records
17. ↑  And Party Every Day - The Inside Story of Casablanca Records, Seite 256
18. ↑  And Party Every Day - The Inside Story of Casablanca Records, Seite 210
19. ↑  Casablanca Label-Etiketten. KissFAQ, archiviert vom Original am 20. Januar 2012; abgerufen am 25. September 2010.  Info: Der Archivlink wurde automatisch eingesetzt und noch nicht geprüft. Bitte prüfe Original- und Archivlink gemäß Anleitung und entferne dann diesen Hinweis.
20. ↑  Artikel in "Billboard" zur Neugründung von Casablanca